# Горбулев (село)
Го́рбулев (укр. Горбулів) — село на Украине, впервьіе упоминается в 1582 году, находится в Черняховском районе Житомирской области.
Код КОАТУУ — 1825682401. Население по переписи 2001 года составляет 855 человек. Почтовый индекс — 12316. Телефонный код — 4134. Занимает площадь 5,152 км².

## Важные объекты

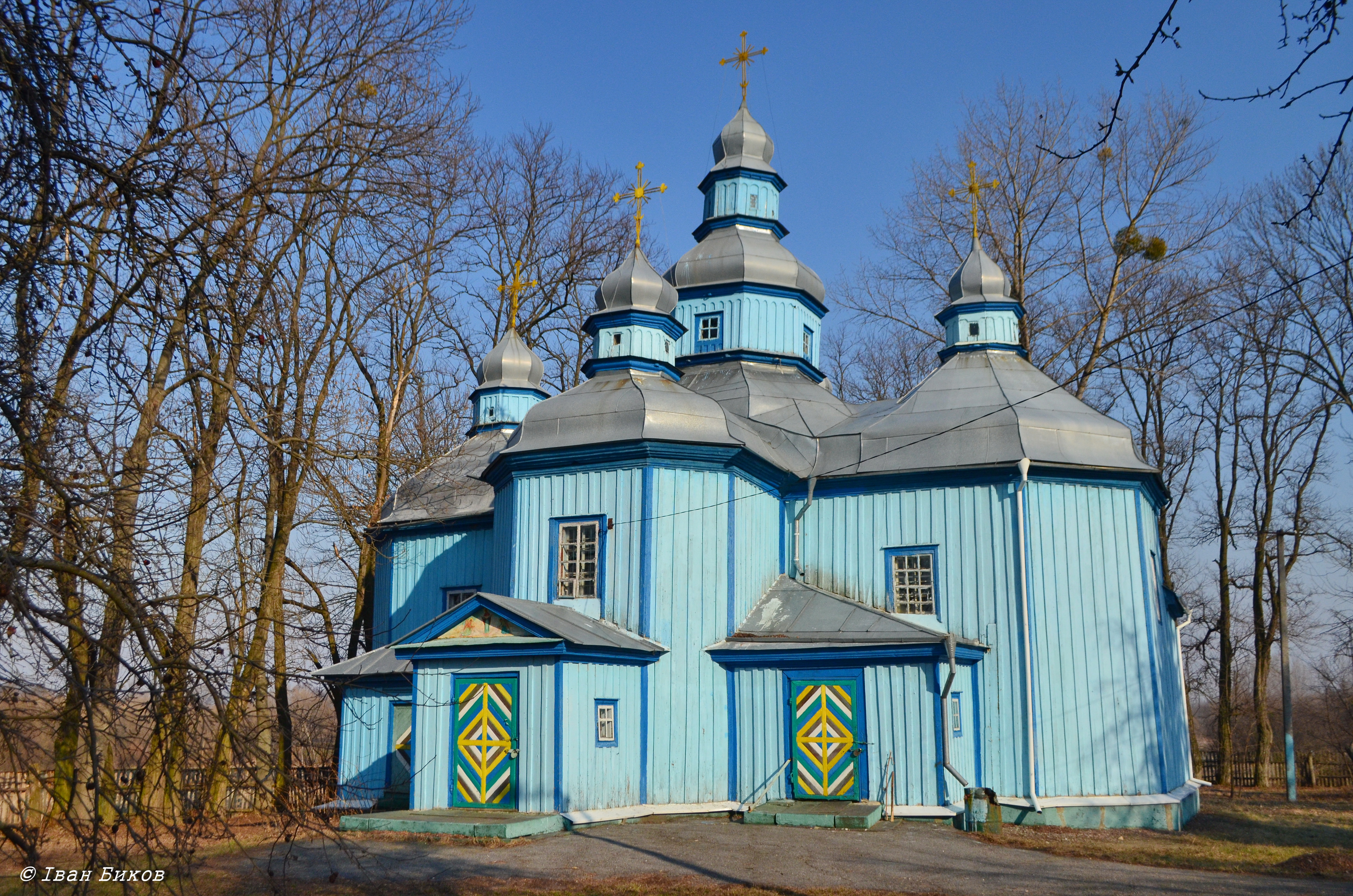
Покровская церковь

Покровская церковь, построена в 1746 году.

## Адрес местного совета
12316, Житомирская область, Черняховский р-н, с.Горбулев, ул.Первомайская, 1